# Абердин (футбольный клуб)
«Аберди́н» (англ. Aberdeen Football Club; [æbərˈdiːn] (слушать)о файле; скотс Aiberdeen, слушатьо файле; гэльск. Obar Dheathain; лат. Aberdonia) — шотландский профессиональный футбольный клуб из города Абердин. Основанный в 1903 году, клуб образовался при слиянии трёх местных команд: «Абердин», «Виктория Юнайтед» и «Орион». Домашней ареной клуба является стадион «Питтодри», построенный в 1899 году и вмещающий 20 866 человек. Традиционными цветами клуба являются красный и белый. «Донс» и «Красные» — распространённые среди болельщиков прозвища клуба.
«Абердин» выиграл четыре титула шотландской лиги, восемь шотландских кубков и шесть кубков шотландской лиги. Он также является единственной шотландской командой, ставшей обладателем двух европейских трофеев, выиграв Кубок обладателей кубков Европы и Суперкубок Европы в 1983 году.

## История
Футбольный клуб «Абердин» был создан в 1903 году в результате объединения трёх клубов из Абердина, которые редко оспаривали почести до послевоенного десятилетия, когда они все выиграли каждый из главных шотландских трофеев под руководством Дейва Халлидея. Этот уровень успеха был превзойдён в 1980-х годах, когда под руководством Алекса Фергюсона они выиграли три чемпионских титула, четыре шотландских кубка и кубок шотландской лиги вместе с двумя европейскими трофеями. «Абердин» был последним клубом за пределами Старой фирмы, который выиграл титул лиги в 1984—1985 годах, а также последней шотландской командой, выигравшей европейский трофей. Со времени этой золотой эры команда пользовалась меньшим успехом, хотя 19-летнее ожидание крупного трофея закончилось победой в Кубке шотландской лиги 2013—2014 годов. Затем последовали многочисленные вторые места после «Селтика» в лиге в течение 2010-х годов.
В первом в своей истории сезоне 1903/04 «Абердин» выступал во втором дивизионе шотландской лиги. Но, отлично проведя сезон, клуб получил право выступать в высшем дивизионе шотландского футбола, и с 1904 года команда ни разу не покидала элитную лигу страны.
Прославился победой над мадридским «Реалом» в финале Кубка обладателей кубков 1983 года. Именно из этого клуба в «Манчестер Юнайтед» перешёл на тренерскую работу сэр Алекс Фергюсон, который занимал пост главного тренера в клубе в период с 1978 по 1986 год.
Абердин играл на стадионе «Питтодри» с момента их создания. Арена в настоящее время вмещает 20 866 человек и является первым всесезонным и полностью крытым стадионом в Соединённом Королевстве. «Питтодри» был также первым футбольным стадионом, где была раскопана выдумка игрока и тренера Дональда Колмана.
Цвет клуба был в основном красный и белый с 1939 года; до этого они играли в чёрные и золотые вертикальные полосы. В современные времена «Абердин» почти исключительно играл с полностью красными полосами с белой детализацией. «Абердин» привлекает поддержку со стороны города и прилегающих районов, поскольку у них нет географически близких конкурентов. Не имея местного конкурента, «Абердин» вместо этого развил конкуренцию с более отдалёнными противниками, такими как «Данди Юнайтед» (все вместе известные как «Новая фирма» в 1980-х) и «Рейнджерс».

## Дерби и ультрас
У клуба «Абердина» дерби, это матчи с клубом «Данди Юнайтед» (это противостояние называется «New Firm»). Друзьями считаются фанаты «Тоттенхэм Хотспур» («Yid Army») и «Динамо» Берлин.

## Форма

### Домашняя
| 2005/06 | 2006/07 | 2007/08 | 2008/09 | 2009/10 | 2010/11 | 2011/12 | 2012/13 | 2013/14 | 2014/15 | 2015/16 |
| 2016/17 | 2017/18 | 2018/19 | 2019/20 | 2020/21 | 2021/22 | 2022/23 | 2023/24 | 2024/25 |         |         |

### Гостевая
| 2005/06 | 2006/07 | 2007/08 | 2008/09 | 2009/10 | 2010/11 | 2011/12 | 2012/13 | 2013/14 | 2014/15 | 2015/16 |
| 2016/17 | 2017/18 | 2018/19 | 2019/20 | 2020/21 | 2021/22 | 2022/23 | 2023/24 | 2024/25 |         |         |

### Резервная
| 2007/08 | 2009/10 | 2010/11 | 2024/25 |

Источники:,

## Достижения

### Национальные
- Шотландская Футбольная лига:
  - Чемпион (4): 1954/55, 1979/80, 1983/84, 1984/85
  - Вице-чемпион (16): 1910/11, 1936/37, 1955/56, 1970/71, 1971/72, 1977/78, 1980/81, 1981/82, 1988/89, 1989/90, 1990/91, 1992/93, 1993/94, 2014/15, 2015/16, 2016/17

- Кубок Шотландии:
  - Победитель (8): 1946/47, 1969/70, 1981/82, 1982/83, 1983/84, 1985/86, 1989/90, 2024/25
  - Финалист (9): 1936/37, 1952/53, 1953/54, 1958/59, 1966/67, 1977/78, 1992/93, 1999/00, 2016/17

- Кубок шотландской лиги:
  - Победитель (6): 1955/56, 1976/77, 1985/86, 1989/90, 1995/96, 2013/14
  - Финалист (9): 1946/47, 1978/79, 1979/80, 1987/88, 1988/89, 1992/93, 1999/00, 2016/17, 2018/19

### Международные
- Кубок обладателей кубков УЕФА:
  - Победитель: 1982/83

- Суперкубок УЕФА:
  - Победитель: 1983

## Игроки года
- Мартин Бьюкен (1971)
- Гордон Стракан (1980)
- Вилли Миллер (1984)
- Алекс Маклиш (1990)

## Рекорды
- Победа: «Питерхэд» — 13:0 (10.02.23, Кубок)
- Поражение: «Селтик» — 0:8 (30.01.65, первый дивизион)
- Посещаемость: 45 061 (13.03.54, «Харт оф Мидлотиан», Кубок)
- Сборная: Джим Лейтон — 91 (Шотландия)
- Игрок: Вилли Миллер — 556 (1973-90).
- Бомбардир: Джо Харпер — 205
- Продажа: Эойн Джесс — 1,75 млн фунтов (февраль 1996, «Ковентри Сити»)
- Покупка: Пол Бернард — 1 млн фунтов (сентябрь 1995, «Олдем Атлетик»)